# Хилма аф Клинт
Хилма аф Клинт (Солна, 26. октобар 1862 — Дандерид, 21. октобар 1944) била је шведска уметница и мистик. Њене слике сматрају се неке од првих апстрактних дела познатим у западној историји уметности. Значајан део њеног рада претходио је првим чисто апстрактним сликама Кандинског, Малевича и Мондријана. Припадала је групи под називом „Петорка“, која се састојала од круга жена инспирисаних теозофијом, које су делиле заједничко веровање у важност покушаја да ступе у контакт са такозваним „Високим господарима“— често кроз сеансе. Њене слике, које понекад подсећају на дијаграме, биле су визуелни приказ сложених духовних идеја.

## Рани живот
Од своје породице Хилма аф Клинт је наследила велико интересовање за математику и ботанику. Показала је рану способност у визуелној уметности и, након што се породица преселила у Стокхолм, студирала је на Текниској школи (данас Констфацк) у Стокхолму, где је научила портрет и пејзажно сликарство.
Са двадесет година примљена је на Краљевску академију лепих уметности. Између 1882. и 1887. студирала је углавном црање, портретно сликарство и пејзажно сликарство. Дипломирала је са одличним успехом и додељена јој је стипендија у виду студија у такозваној „Атеље згради“ (Ateljébyggnaden), у власништву Академије лепих уметности између Хамнгатана и Краљевског парка у центру Стокхолма. Ово је у то време било главно културно средиште шведске престонице. У истој згради су се налазили и Бланцхов кафић и Бланцхова уметничка галерија, где је постојао сукоб између конвенционалног уметничког погледа на Академију лепих уметности и опозиционог покрета Уметничког друштва (Констнарсфорбундет), инспирисаног француским plein air сликарима. Хилма аф Клинт је почела да ради у Стокхолму, стекавши признање за пејзаже, ботаничке цртеже и портрете.
Њено конвенционално сликарство постало било јој је извор сталних прихода, али је њено животно дело било сасвим другачије као и њен главни фокус.

## Духовне и филозофске идеје
Године 1880. умрла је њена млађа сестра Хермина и тада је почела да се развија њен духовни живот. Њено интересовање за апстракцију и симболизам произашло је из ангажовања Хилме аф Клинт у спиритизму, који је био веома популаран крајем деветнаестог и почетком двадесетог века. Њени експерименти у духовном истраживању почели су 1879. Заинтересовала се за теозофију госпође Блаватске и филозофију Кристијана Розенкројца . Године 1908. упознала је Рудолфа Штајнера, оснивача Антропозофског друштва, који је био у посети Стокхолму. Штајнер ју је упознао са сопственим теоријама у вези са уметношћу, и имао је одређени утицај на њене слике касније у животу. Неколико година касније, 1920, поново га је срела у Гетеануму у Дорнаху у Швајцарској, седишту Антропозофског друштва. Између 1921. и 1930. провела је дуге периоде у Гетеануму.
Аф Клинтово дело може се разумети у ширем контексту модернистичког трагања за новим формама у уметничким, духовним, политичким и научним системима на почетку двадесетог века. Постојала је слична заинтересованост за духовност од стране других уметника током истог периода и тема је интересовала Василија Кандинског, Пита Мондријана, Казимира Маљевича, Фидуса и француских Набиса, у којима су многи, попут Клинта, били инспирисани Теозофским покретом.
Уметнички рад аф Клинт је рефлекција њених духовних погледа.

## Рад
На Академији лепих уметности упознала је Ану Касел, прву од четири жене са којима је касније радила у „Петорка“ (De Fem), групи уметника који су делили њене идеје. Остале чланице биле су Корнелија Седерберг, Сигрид Хедман и Матилда Нилсон. „Петорка“ је започела своје удружење као чланови Друштва Еделвајс, које је прихватило комбинацију теозофског учења Хелене Блаватске и спиритуализма. Сви у групи су били заинтересовани за паранормалне и редовно организоване спиритистичке сеансе. Сваки састанак су отварали молитвом, након чега је уследила медитација, хришћанска беседа, преглед и анализа текста из Новог завета. Након тога би уследила сеанса. Они су у књигу забележили потпуно нови систем мистичне мисли, у облику порука виших духова под називом Високим господарима (Höga Mästare). Један, Грегор, им је објавио: „Сво знање које није од чула, не од интелекта, не од срца, већ је својство које припада искључиво најдубљем аспекту вашег бића ... познање духа твога“.
Кроз свој рад са Петорком, Хилма аф Клинт је створила експериментално аутоматско цртање још 1896. године, што ју је довело до инвентивног геометријског визуелног језика способног да концептуализује невидљиве силе унутрашњег и спољашњег света. Истраживала је светске религије, атоме и биљни свет и опширно писала о својим открићима. Како је постала ближе упозната са овим обликом изражавања, Хилма аф Клинт је добила задатак од Високих гисподара да креира слике за „Храм“ – међутим, она никада није разумела на шта се овај „Храм“ односи.
Године 1906. аф Клинт је насликала прву серију апстрактних слика.
Радови за Храм настали су између 1906. и 1915. године, извођени у две фазе са прекидом између 1908. и 1912. године. Како је Клинт открила свој нови облик визуелног изражавања, развила је нови уметнички језик. Њено сликарство је постало аутономније и више намерно. Духовно ће наставити да буде главни извор креативности до краја њеног живота.
Када је Хилма аф Клинт завршила радове за Храм, духовно вођство се завршило. Међутим, наставила је да се бави апстрактним сликарством, сада независно од било каквог спољашњег утицаја. Слике за Храм су биле углавном уљане слике, али је сада користила и аквареле. Њене касније слике су знатно мањих димензија. Насликала је, између осталог, серију која приказује ставове различитих религија у различитим фазама историје, као и представе о дуалности између физичког бића и његове еквиваленције на езотеричком нивоу. Како се Хилма аф Клинт бавила својим уметничким и езотеријским истраживањима, могуће је уочити извесну инспирацију из уметничких теорија које је развило Антропозофско друштво од 1920. године.
Хилма аф Клинт ће током свог живота настојати да разуме мистерије са којима је дошла у контакт кроз свој рад. О својим размишљањима и студијама написала је више од 150 свеска.
Године 1908. Клинт је први пут срела Рудолфа Штајнера. У једном од неколико преосталих писама, замолила је Штајнера да је посети у Стокхолму и види готов део серије Слике за храм, укупно 111 слика. Штајнер је видела слике, али је углавном остала неимпресионирана, наводећи да је њен начин рада неприкладан за теозофа. Према Х. П. Блавацки, медијумство је било погрешна пракса, која је одвела своје адепте на погрешан пут окултизма и црне магије. Међутим, током њиховог сусрета, Штајнер је изјавио да Клинтови савременици неће моћи да прихвате и разумеју њене слике и да ће за њихово дешифровање требати још 50 година. Од свих приказаних слика, Штајнер је посебну пажњу посветио само Групи Примордијални хаос, наводећи их као „симболички најбоље“. Након што је упознала Штајнера, аф Клинт је био схрвана његовим одговором и, очигледно, престала је да слика 4 године. Штајнер је чувао фотографије неких аф Клинтових уметничких дела, неке од њих чак и ручно бојене. Касније исте године упознаје Василија Кандинског, који још није отпочео да ради дела апстрактног сликарства. Неки историчари уметности претпостављају да је Кандински могао да види фотографије и да је можда био под њиховим утицајем док је развијао сопствени уметнички апстрактни приступ. Касније у свом животу, аф Клинт је донела одлуку да уништи сву своју преписку. Оставила је колекцију од више од 1200 слика и 125 дневника свом нећаку Ерику аф Клинту. Међу њеним последњим сликама 1930-их, налазе се два акварела који предвиђају догађаје из Другог светског рата, под називом Блиц и Борба на Медитерану.
Упркос популарном веровању да је Хилма аф Клинт одлучила да никада не изложи своја апстрактна дела током свог живота, последњих година историчари уметности попут Џулије Вос открили су доказе да је аф Клинт покушала да прикаже свој рад.
У јулу 1928. отпловила је из Стокхолма у Лондон, заједно са неким од својих великих слика. У својој разгледници Ани Касел (откривеној тек 2018.) аф Клинт је написала да није била сама током овог четвородневног путовања. Упркос томе што Клинт није именовала свог сапутника, Џулија Вос сугерише да је то највероватније била Томасин Андерсон, стара пријатељица из времена Де Фема. Вос такође сугерише да је вероватно да су дела била из серије Слике за храм.
Године 1944. Хилма аф Клинт умрла је у 81. години у Дјурсхолму, у Шведској, након саобраћајне несреће. Своје радове је излагала само неколико пута, углавном на духовним конференцијама и скуповима. Сахрањена је у Стокхолму.

## Стил потписа
Апстрактна уметност Хилме Аф Клинт каснијег периода (1906–1920) се бавила симболизмом комбинацијом геометрије, фигурације, научног истраживања и верских пракси. Њене студије органског раста, укључујући проучавање шкољке и цвеће, помогле су јој да прикаже живот кроз духовно сочиво.
Њен индивидуални или препознатљив стил такође је обележен утисцима научних открића са краја 19. и почетка 20. века, као и утицаја савремених духовних покрета као што су теозофија и антропозофија. Идеја да се превазиђе физички свет и ограничења репрезентативне уметности видљива је на њеним апстрактним сликама. 
Њен симболички визуелни језик има уређену прогресију која одражава њено разумевање мрежа, кругова, спирала и облика налик на латице - понекад дијаграмски, понекад биоморфни. Њене слике су такође истраживале дихотомију света.
Спиралне форме се често појављују у њеној уметности, као и на аутоматским цртежима Де Фема. Док сваки такав геометријски облик, у овом случају, спирала сугерише раст, напредак и еволуцију, избор боја је такође метафорички.
Као једна од протофеминистичких уметница, њен стил представља узвишено у уметности.

## Лични живот
Хилма аф Клинт се никада није удавала, живела је само са женама и давала је приоритет дубоком пријатељству са њима. Није оставила дневнике, писма или гласине о романтичним везама. Ово је довело до модерних теорија да је она била квир или лезбијка, уз тврдњу да њене слике, погледи на андрогиност и родну флуидност показују квир сензибилитет, и упоређујући њену одлуку да свој рад чува у тајности 20 година након смрти са другом познатом вероватно лезбејком Емили Дикинсон.

## Наслеђе
Хилма аф Клинт је у свом тестаменту оставила све своје апстрактне слике свом нећаку, вицеадмиралу Ерику аф Клинту из Краљевске шведске морнарице . Она је прецизирала да њен рад треба чувати у тајности најмање 20 година након њене смрти. Када су кутије отворене крајем 1960-их, врло мало људи је знало шта ће се открити.
Године 1970. њене слике су понуђене на поклон Moderna Museet, али је донација одбијена. Ерик аф Клинт је потом поклонио хиљаде цртежа и слика фондацији која је носила име уметника 1970-их. Захваљујући историчару уметности Акеу Фанту, њена уметност је представљена међународној публици 1980-их, када ју је представио на конференцији Нордик у Хелсинкију 1984. године.
Збирка апстрактних слика Хилме аф Клинт обухвата више од 1200 дела. Власник је и њиме управља Фондација Хилма аф Клинт у Стокхолму, Шведска. Норвешка архитектонска фирма Снøхетта је 2017. представила планове за изложбени центар посвећен аф Клинту у Јарни, јужно од Стокхолма, са процењеним трошковима изградње од 6 до 7,5 милиона евра. У фебруару 2018. године Фондација је потписала дугорочни уговор о сарадњи са Moderna Museet, чиме је потврђена трајност собе Хилме аф Клинт, односно наменског простора у музеју у којем се непрекидно приказује десетак радова уметнице.
- Хилма аф Клинт и њен рад представљени су у филму Personal Shoppe из 2016. године, у којем главна јунакиња, коју игра Кристен Стјуарт, истражује уметност инспирисану духовима.[37]
- Џејн Вивер наводи дело Хилме аф Клинт као инспирацију за савремену космологију.[38]
- Аф Клинт је био тема дугометражног документарца немачке редитељке Halina Dyrschka [] из 2019., под називом Изван видљивог – Хилма аф Клинт.[19][39]
- Аф Клинтов рад је представљен у кратком филму Тачка и линија до равни 2020, сценаристе и режије Софије Бохдановиц. Кратки филм приказује изложбу Музеја Соломона Р. Гугенхајма из 2018. Hilma Af Klint: Paintings for the Future, која се види усред инсталације.[40]
- Hilma [] (2022) је шведски биографски филм на енглеском језику који је режирао Ласе Халстром,[41] у којем улогу Хилме тумачи његова ћерка Тора Халстром.

## Изложбе (постхумно)
Апстрактни рад Хилме аф Клинт први пут је приказан на изложби „Духовно у уметности, апстрактно сликарство 1890–1985“ коју је организовао Морис Тучман у Лос Анђелесу 1986. године. Ова изложба је била полазна тачка њеног међународног признања.
„Хилма Аф Клинт: Слике за будућност“, изложба Гугенхајма из 2019. године, имала је преко 600.000 посетилаца, што је најпосећенија изложба у 60-годишњој историји музеја.

## Галерија
- Tree of Knowledge, No. 1, 1913-1915
- Group X, No. 1, Altarpiece, 1915
- Group X, No. 2, Altarpiece, 1915
- Evolution, No. 13, Group VI, 1908
- Group IX/UW, No. 25, The Dove, No. 1, 1915
- Group IX/SUW, The Swan, No. 1, 1915
- Group IX/SUW, The Swan, No. 7, 1915
- Group IX/SUW, The Swan, No. 9, 1915
- The Swan, No. 10, Group IX/SUW, 1915
- The Swan, No. 12, Group IX/SUW, 1915
- The Swan, No. 16, Group IX/SUW, 1915
- The Swan, No. 18, Group IX/SUW, 1915
- Notebook, 2–11 July 1919
- Buddha's Standpoint in the Earthly Life, No. 3a, Series XI, 1920

## Публикације
- HILMA AF KLINT: Catalogue Raisonné,. 2022. ISBN 919852366X. Bokförlaget Stolpe,Vol. I - VII, December 27.
- The Spiritual in Art, Abstract Painting 1890-1985, publ. Los Angeles County Museum of Art, 1986.  0-89659-669-9ISBN  0-89659-669-9,  0-87587130-5 LACMA : pbk
- Hilma af Klint, Raster Förlag, Stockholm. Swedish text, about 100 pictures.  91-87214-08-3
- Vägen till templet, Rosengårdens Förlag. Swedish text, 30 sketches. Describes the teaching period to become a medium.  91-972883-0-6
- Enheten bortom mångfalden, Rosengårdens Förlag. Swedish text, 32 pictures. Two parts, one philosophical and one art-scientific.   91-972883-4-9
- I describe the way and meanwhile I am proceeding along it, Rosengårdens Förlag. A short introduction in English with 3 pictures.  91-972883-2-2ISBN  91-972883-2-2
- 3 X Abstraction, Catherine de Zegher and Hendel Teicher (eds.), Yale University Press and The Drawing Center, New York, 2005  978-0300108262
- Okkultismus und Abstraktion, die Malerin Hilma af Klint, Åke Fant, Albertina, Wien 1992,  3-900656-17-7.
- Mod Lyset – Belyj, Goethe, Hilma af Klint, Jeichau, Kandinsky, Martinus, Rosenkrantz, Steiner. 2004. ISBN 87-884995-2-9. Gl. Holtegaard & Nordjyllands Kunstmuseum.
- Hilma af Klint, the Greatness of Things, John Hutchinson (ed.), Douglas Hyde Gallery, Dublin 2005. English text, 23 images.  0-907660-99-1ISBN  0-907660-99-1.
- The Message. Art and Occultism. With an Essay by André Breton. Hrsg. v. Claudia Dichter, Hans Günter Golinski, Michael Krajewski, Susanne Zander. Kunstmuseum Bochum. Walther König: Köln 2007,  978-3-86560-342-5.
- Swedish Women Artists: Sigrid Hjertén, Hilma af Klint, Nathalie Djurberg, Signe Hammarsten-Jansson, Aleksandra Mir, Ulrika Pasch. 2010. ISBN 978-1155646084., Books LCC. ISBN  978-1155646084
- The Legacy of Hilma af Klint: Nine Contemporary Responses (English / German), Ann-Sofi Norin, Daniel Birnbaum, Verlag der Buchhandlung Walther König, 2013. ASIN B00FOT4GAM
- Hilma af Klint. The Art of Seeing the Invisible, by Kurt Belfrage, Louise Almqvist (eds.), 2015 ASIN B01K3I9A1S
- Hilma af Klint – A Pioneer of Abstraction. 2013. ISBN 978-91-8624-348-7., edited by Iris Müller-Westermann with Jo Widoff, with contributions by David Lomas, Pascal Rousseau and Helmut Zander, exhibition catalogue of Moderna Museet nr. 375, ISBN  978-91-8624-348-7
- Hilma af Klint – Painting the Unseen. 2016. ISBN 978-1-908617-34-7., edited by Daniel Birnbaum and Emma Enderby, with contributions by Julia Peyton-Jones, Hans Ulrich Obrist, Jennifer Higgie and Julia Voss. Serpentine Galleries / Koenig Books, ISBN  978-1-908617-34-7
- Hilma – en roman om gåtan Hilma af Klint [Hilma – a novel about the enigma Hilma af Klint], Anna Laestadius Larsson, ed. Piratförlaget, 24 May 2017  978-91-642-0489-9
- Hilma af Klint – Seeing is Believing, Kurt Almqvist and Louise Belfrage, König Books, 7 October 2017  9783960981183
- Ni vues, Ni connues pp. 42–44, Collectif Georgette Sand, Publisher Hugo Doc collection Les Simone, 5 October 2017  9782755635393
- Hilma af Klint: Notes and Methods, with an introduction and commentary by Iris Müller-Westerman, University of Chicago Press, 2018  978-0-226-59193-3